# آلبرت گودموندسون (بازیکن فوتبال، زاده ۱۹۹۷)
آلبرت گودموندسون (ایسلندی: Albert Guðmundsson؛ زادهٔ ۱۵ ژوئن ۱۹۹۷) بازیکن فوتبال اهل ایسلند است.

## باشگاهی
از باشگاه‌هایی که در آن بازی کرده‌است می‌توان به باشگاه فوتبال پی‌اس‌وی آیندهوون و باشگاه فوتبال هیرنفین اشاره کرد.

## تیم ملی
وی همچنین در تیم‌های ملی فوتبال ایسلند بازی کرده‌است.